# 칠보산 (경기)
칠보산(七寶山)은 대한민국 경기도 수원시와 화성시, 안산시에 걸쳐에 있는 238.8m 높이의 한국의 화강암 산이다. 동으로 수원시, 남서로 화성시, 북으로 안산시와 접하고 있다.
원래 여덟 가지 보물(산삼, 맷돌, 잣나무, 황금 수탉, 호랑이, 절, 장사, 금)이 있다 하여 팔보산(八寶山)이라 불렸는데, 그중 하나가 없어져 일곱 가지 보물만 남게 되어 칠보산으로 바뀌어 불리게 되었다고 한다.

## 명칭
옛 지도에는 치악산(鴟岳山/雉岳山), 또는 증악(曾岳)으로 표기되어 있다. 언제부터 칠보산으로 불리게 되었는지는 알려지지 않았다.

## 지질
칠보산은 중생대 쥐라기의 복운모 화강암으로 구성된다. 

## 같이 보기
- 한국의 산
- 수원시의 지질